# Cristian-Constantin Roman
Cristian-Constantin Roman (n. 2 iulie 1965

) este un deputat român, ales în 2012 din partea ARD (Alianța România Dreapta), fiind membru al partidului Forța Civică.
În timpului mandatului a trecut la grupul parlamentar al Partidului Național Liberal. 
Este de profesie inginer - Absolvent al Facultății de Mecanică Iași –Secția Mașini Termice. Master, "Managementul sectorului public", S.N.S.P.A., 2008  master, "Managementul cooperării polițienești internaționale", Academia de Poliție “Alexandru Ioan Cuza”, 2010. 
În perioada 1989 – 2001 a deținut diferite funcții ca inginer la Centrala de Energie Termica a municipiului Botoșani. În 2001 devine întreprinzător în sectorul privat. În anul  2005 este numit prefect al județului Botoșani. În 2007 a devenit inspector guvernamental în cadrul Secretariatului General al Guvernului, iar în 2007 Secretar General Adjunct în cadrul Ministerului Internelor și Reformei Administrative. În perioada 2009 - 2012 a fost din nou prefect al județului Botoșani. În 2012 este ales deputat în Parlamentul României cadidand din partea ARD. Membru al Comisiei de  apărare ordine publică și siguranță națională din Camera Deputaților. Actualmente este primvicepresedinte al Organizatiei Judetene PNL Botosani. 